# Workington
Workington è una cittadina di 25.975 abitanti della contea del Cumbria, in Inghilterra.

## Storia
La città si trova a 32 miglia (51 chilometri) a sud-ovest di Carlisle, 8 miglia (13 km) a nord-est di Whitehaven, 7 miglia (11 km) a ovest di Cockermouth e 5 miglia (8 km) a sud-ovest di Maryport.

## Amministrazione

### Gemellaggi
- Val-de-Reuil, Francia
- Selm, Germania
- Bad Belzig, Germania

## Sport

### Calcio
Principale squadra calcistica cittadina è il Workington, che dal 1951 al 1977 ha giocato nella English Football League.